# 手工业

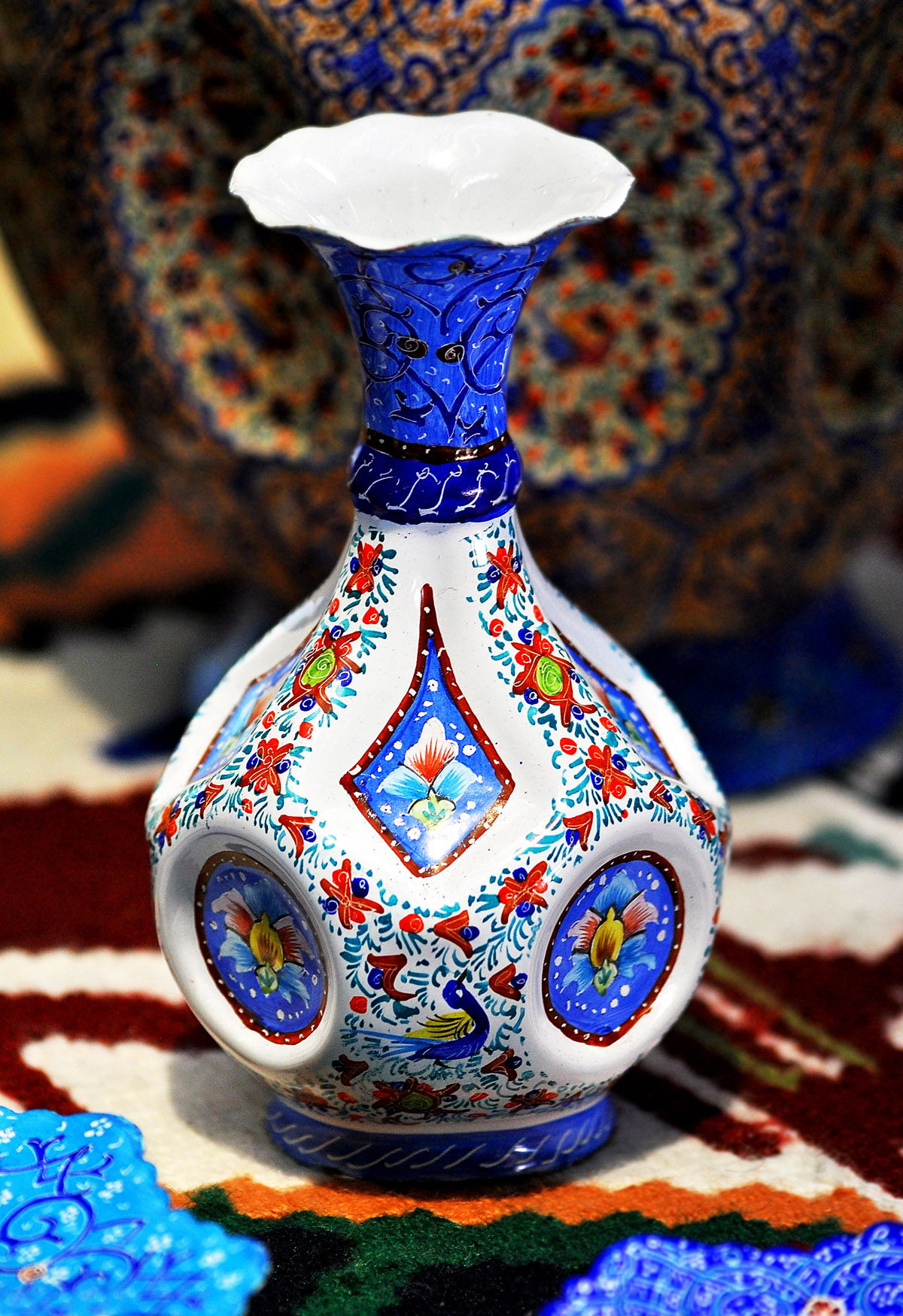
伊朗陶瓷作品

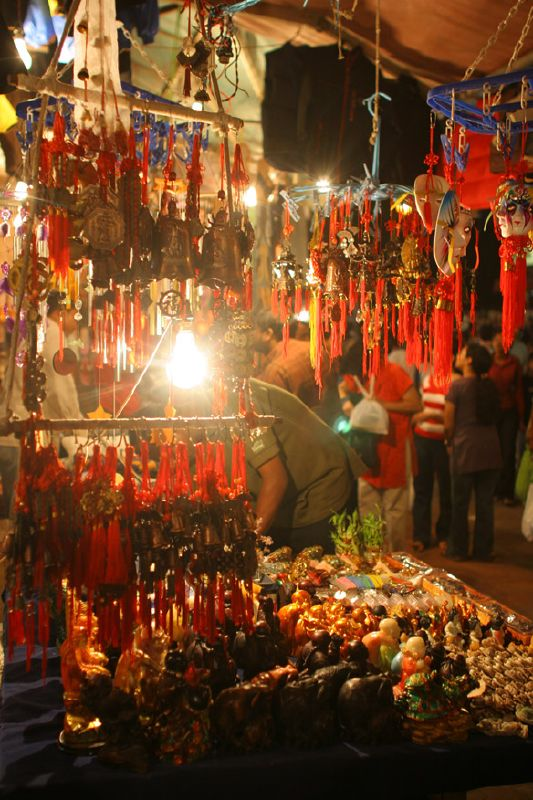
印度德里的手工業攤販

手工业，是指通过手工劳动，并使用简单的工具进行工业性生产活动的产业，在最早期与农业有密切的关系，其实也是农民的副业。在近代的工業革命之前，大多數的工業生產都屬於手工業。工業革命帶來的生產機械化和工廠制度，使得傳統手工業受到打擊，不再是工業生產的主流。目前手工業在工業發達國家，主要為結合手工藝的產生的特色價值；在工業不發達國家，手工業仍然廣泛存在於民間。后来的发展渐渐趋向于资本主义运作的手工业作坊。

## 參看
- 手工藝
- 家庭代工

## 延伸阅读
[在维基数据编辑]
 《欽定古今圖書集成·經濟彙編·考工典·考工總部》，出自陈梦雷《古今圖書集成》